# JEF United Ichihara Chiba
Maillots
Actualités
Le JEF United Ichihara Chiba (ジェフユナイテッド千葉) est un club japonais de football basé à Ichihara dans la préfecture de Chiba. Le club évolue en J.League 2.

## Historique
L'histoire du club a commencé en 1946 en tant que club de football de Furukawa Electric Co., Ltd. Avant la création de la ligue professionnel le palmarès du club évolue avec 4 coupe du japon en 1960, 1961, 1964 et 1976 et la Ligue des champions de l'AFC (anciennement Coupe d'Asie des clubs champions) gagné en 1986. Jeff United Chiba à fait partis des clubs à l'ouverture de la J.League en 1993, en plus d'Ichihara, Chiba est devenue une des villes du club en 2003 et a été rebaptisée Jeff United Ichihara Chiba en 2005, après plusieurs années en J.League 1 et 2 Coupe de la ligue gagné en 2005 et 2006 le club connait sa première relégation en J.League 2 en 2009 et n'est plus remonté depuis.
Le nom de l'équipe "JEF United" est décidé par un recrutement ouvert et exprime le lien avec la ville natale et le sens de la coopération et de la solidarité de l'équipe. L'emblème est basé sur le jaune des fleurs de colza, le vert de la terre et le rouge du bronze rouge de Furukawa Electric, et le chien présent sur le logo est un Akita.

## Palmarès
| Compétitions nationales | Compétitions internationales                 |
| - Coupe du Japon (4) - Vainqueur : 1960, 1961, 1964 (titre partagé) et 1976 - Finaliste : 1962 et 1984 - Coupe de la Ligue (2) - Vainqueur : 2005 et 2006 - Finaliste : 1998 | - Ligue des Champions (1) - Vainqueur : 1986 |

## Joueurs et personnalités du club

### Entraîneurs
Le tableau suivant présente la liste des entraîneurs du club depuis 1958.
| Rang | Nom              | Période   |
| ---- | ---------------- | --------- |
| 1    | Ken Naganuma     | 1958-1962 |
| 2    | Ryuzo Hiraki     | 1962-1965 |
| 3    | Masao Uchino     | 1966-1967 |
| 4    | Shigeo Yaegashi  | 1967-1968 |
| 5    | Takeshi Sakurai  | 1968-1970 |
| 6    | Hirokuni Ogawa   | 1970-1971 |
| 7    | Saburō Kawabuchi | 1972-1976 |
| 8    | Mitsuo Kamata    | 1976-1979 |
| 9    | Masao Uchino     | 1979-1984 |
| 10   | Eijun Kiyokumo   | 1984-1990 |

| Rang | Nom              | Période   |
| ---- | ---------------- | --------- |
| 11   | Osamu Kawamoto   | 1990-1992 |
| 12   | Yoshikazu Nagai  | 1992-1993 |
| 13   | Eijun Kiyokumo   | 1994-1995 |
| 14   | Yasuhiko Okudera | 1996      |
| 15   | Jan Versleijen   | 1997-1998 |
| 16   | Gert Engels      | 1999      |
| 17   | Nicolae Zamfir   | 1999-2000 |
| 18   | Sugao Kambe      | 2000      |
| 19   | Zdenko Verdenik  | 2000-2001 |
| 20   | Sugao Kambe      | 2001      |

| Rang | Nom              | Période   |
| ---- | ---------------- | --------- |
| 21   | Jozef Vengloš    | 2002      |
| 22   | Ivica Osim       | 2003-2006 |
| 23   | Amar Osim        | 2006-2007 |
| 24   | Josip Kuže       | 2008      |
| 25   | Shigeo Sawairi   | 2008      |
| 26   | Alex Miller      | 2008-2009 |
| 27   | Atsuhiko Ejiri   | 2009-2011 |
| 28   | Dwight Lodeweges | 2011      |
| 29   | Sugao Kambe      | 2011      |
| 30   | Takashi Kiyama   | 2012-2013 |

| Rang | Nom                   | Période   |
| ---- | --------------------- | --------- |
| 31   | Jun Suzuki            | 2013-2014 |
| 32   | Kazuo Saito           | 2014      |
| 33   | Takashi Sekizuka      | 2014-2016 |
| 34   | Shigetoshi Hasebe     | 2016      |
| 35   | Juan Eduardo Esnáider | 2017-2019 |
| 36   | Atsuhiko Ejiri        | 2019-2020 |
| 37   | Yoon Jong-hwan        | 2020-     |

### Joueurs emblématiques
- Yūki Abe
- Hideki Maeda
- Eisuke Nakanishi
- Yasuhiko Okudera
- Takayuki Suzuki
- Wynton Rufer
- Pierre Littbarski
- Mario Haas
- Ivan Hašek
- Željko Milinovič
- Gabriel Popescu
- Ilian Stoyanov
- Reinaldo

### Effectif actuel
Mise à jour le 3 février 2022.
| N° | Nat.                       | Poste | Nom du joueur    |
| -- | -------------------------- | ----- | ---------------- |
| 1  | Drapeau du Japon           | G     | Shota Arai       |
| 4  | Drapeau du Japon           | M     | Taishi Taguchi   |
| 5  | Drapeau du Japon           | M     | Yusuke Kobayashi |
| 6  | Drapeau du Japon           | D     | Ikki Arai        |
| 8  | Drapeau du Japon           | M     | Koya Kazama      |
| 9  | Drapeau du Japon           | A     | Kengo Kawamata   |
| 10 | Drapeau du Japon           | M     | Tomoya Miki      |
| 11 | Drapeau du Japon           | D     | Koki Yonekura    |
| 13 | Drapeau du Japon           | D     | Daisuke Suzuki   |
| 14 | Drapeau du Japon           | M     | Shuto Kojima     |
| 15 | Drapeau de la Corée du Sud | D     | Jang Min-Gyu     |
| 17 | Drapeau du Japon           | M     | Takaki Fukumitsu |
| 18 | Drapeau du Japon           | M     | Andrew Kumagai   |

| No. | Nat.              | Position | Nom du joueur      |
| --- | ----------------- | -------- | ------------------ |
| 19  | Drapeau du Brésil | A        | Saldanha           |
| 20  | Drapeau du Japon  | A        | Toshiyuki Takagi   |
| 21  | Drapeau du Japon  | M        | Yosuke Akiyama     |
| 22  | Drapeau du Japon  | D        | Shogo Sasaki       |
| 23  | Drapeau du Japon  | G        | Ryota Suzuki       |
| 25  | Drapeau du Japon  | M        | Rui Sueyoshi       |
| 26  | Drapeau du Japon  | D        | Shunsuke Nishikubo |
| 29  | Drapeau du Japon  | A        | Taichi Sakuma      |
| 31  | Drapeau du Japon  | G        | Sota Matsubara     |
| 32  | Drapeau du Japon  | M        | Issei Takahashi    |
| 33  | Drapeau du Brésil | D        | Daniel Alves       |
| 37  | Drapeau du Japon  | A        | Keita Buwanika     |
| 40  | Drapeau du Japon  | A        | Solomon Sakuragawa |

## Bilan saison par saison
Ce tableau présente les résultats par saison du JEF United Ichihara Chiba dans les diverses compétitions nationales et internationales depuis la saison 1993.
| Saison | Championnat | Championnat | Championnat | Championnat | Championnat | Championnat | Championnat | Championnat | Championnat | Championnat | Coupe du Japon   | Coupe de la Ligue |
| Saison | Division    | Pos         | Pts         | J           | V           | N           | D           | BP          | BC          | Diff.       | Coupe du Japon   | Coupe de la Ligue |
| ------ | ----------- | ----------- | ----------- | ----------- | ----------- | ----------- | ----------- | ----------- | ----------- | ----------- | ---------------- | ----------------- |
| 1993   | J1 League   | 8e          | 14          | 36          | 14          | -           | 22          | 51          | 67          | -16         | Quarts de finale | Phase de groupe   |
| 1994   | J1 League   | 9e          | 19          | 44          | 19          | -           | 25          | 89          | 85          | -16         | 2e tour          | 2e tour           |
| 1995   | J1 League   | 6e          | 88          | 52          | 28          | -           | 24          | 97          | 91          | +6          | 1er tour         | -                 |
| 1996   | J1 League   | 9e          | 40          | 30          | 13          | -           | 17          | 45          | 47          | -2          | 3e tour          | Phase de groupe   |
| 1997   | J1 League   | 13e         | 28          | 32          | 11          | -           | 21          | 43          | 66          | -23         | 4e tour          | Quarts de finale  |
| 1998   | J1 League   | 16e         | 25          | 34          | 9           | -           | 25          | 49          | 75          | -26         | 3e tour          | Finaliste         |
| 1999   | J1 League   | 14e         | 28          | 30          | 10          | 2           | 18          | 41          | 56          | -15         | 3e tour          | 2e tour           |
| 2000   | J1 League   | 14e         | 28          | 30          | 9           | 2           | 19          | 37          | 49          | -12         | Quarts de finale | 2e tour           |
| 2001   | J1 League   | 3e          | 50          | 30          | 17          | 2           | 11          | 60          | 54          | +6          | Quarts de finale | Quarts de finale  |
| 2002   | J1 League   | 7e          | 41          | 30          | 13          | 3           | 14          | 38          | 42          | -4          | Demi-finales     | Quarts de finale  |
| 2003   | J1 League   | 3e          | 53          | 30          | 15          | 8           | 7           | 57          | 38          | +19         | Quarts de finale | Phase de groupe   |
| 2004   | J1 League   | 4e          | 50          | 30          | 13          | 11          | 6           | 55          | 45          | +10         | 4e tour          | Phase de groupe   |
| 2005   | J1 League   | 4e          | 59          | 34          | 16          | 11          | 7           | 56          | 42          | +14         | 5e tour          | Vainqueur         |
| 2006   | J1 League   | 11e         | 44          | 34          | 13          | 5           | 16          | 57          | 58          | -1          | 4e tour          | Vainqueur         |
| 2007   | J1 League   | 13e         | 42          | 34          | 12          | 6           | 16          | 51          | 56          | -5          | 4e tour          | Phase de groupe   |
| 2008   | J1 League   | 15e         | 38          | 34          | 10          | 8           | 16          | 36          | 53          | -17         | 4e tour          | Quarts de finale  |
| 2009   | J1 League   | 18e         | 27          | 34          | 5           | 12          | 17          | 32          | 56          | -24         | 4e tour          | Phase de groupe   |
| 2010   | J2 League   | 4e          | 61          | 36          | 18          | 7           | 11          | 58          | 37          | +21         | 4e tour          | -                 |
| 2011   | J2 League   | 6e          | 58          | 38          | 16          | 10          | 12          | 46          | 39          | +7          | 4e tour          | -                 |
| 2012   | J2 League   | 5e          | 72          | 42          | 21          | 9           | 12          | 61          | 33          | +28         | Quarts de finale | -                 |
| 2013   | J2 League   | 5e          | 66          | 42          | 18          | 12          | 12          | 68          | 49          | +19         | 3e tour          | -                 |
| 2014   | J2 League   | 3e          | 68          | 42          | 18          | 14          | 10          | 55          | 44          | +11         | Demi-finales     | -                 |
| 2015   | J2 League   | 9e          | 57          | 42          | 15          | 12          | 15          | 50          | 45          | +5          | 3e tour          | -                 |
| 2016   | J2 League   | 11e         | 53          | 42          | 13          | 14          | 15          | 52          | 53          | -1          | 3e tour          | -                 |
| 2017   | J2 League   | 6e          | 68          | 42          | 20          | 8           | 14          | 70          | 58          | +12         | 3e tour          | -                 |
| 2018   | J2 League   | 14e         | 55          | 42          | 16          | 7           | 19          | 72          | 72          | 0           | 3e tour          | -                 |
| 2019   | J2 League   | 17e         | 43          | 42          | 10          | 13          | 19          | 46          | 64          | -18         | 2e tour          | -                 |
| 2020   | J2 League   | 14e         | 53          | 42          | 15          | 8           | 19          | 47          | 51          | -4          | -                | -                 |
| 2021   | J2 League   | 8e          | 66          | 42          | 17          | 15          | 10          | 48          | 36          | +12         | 3e tour          | -                 |
| 2022   | J2 League   | 10e         | 61          | 42          | 17          | 10          | 15          | 44          | 42          | +2          | 2e tour          | -                 |
| 2023   | J2 League   | 6e          | 67          | 42          | 19          | 10          | 13          | 61          | 53          | +8          | 2e tour          | -                 |
| 2024   | J2 League   | 7e          | 61          | 38          | 19          | 4           | 15          | 67          | 48          | +19         | Quarts de finale | 1er tour          |
| Saison | Division    | Pos         | Pts         | J           | V           | N           | D           | BP          | BC          | Diff.       | Coupe du Japon   | Coupe de la Ligue |
| Saison | Championnat |             |             |             |             |             |             |             |             |             | Coupe du Japon   | Coupe de la Ligue |